# Óscar Arias
Óscar Rafael de Jesús Arias Sánchez (* 13. září 1940) je kostarický sociálnědemokratický politik, který od roku 2006 do května 2010 zastával ve druhém funkčním období úřad prezidenta Kostariky. V roce 2010 ho v prezidentské funkci nahradila Laura Chinchilla; během svého prvního funkčního období v letech 1986 až 1990 mu byla léta 1987 udělena Nobelova cena míru za jeho snahy ukončit občanské války, které tehdy probíhaly v Guatemale (guatemalská občanská válka), Salvadoru (salvadorská občanská válka) a Nikaraguy (nikaragujská revoluce).